# Wiechlice
Wiechlice (niem. Wichelsdorf) – wieś w Polsce położona w województwie lubuskim, w powiecie żagańskim, w gminie Szprotawa, nad rzeką Szprotawa.
Wzmiankowana po raz pierwszy w 1260 pod nazwą villa Vechlic. W latach 1975–1998 miejscowość administracyjnie należała do województwa zielonogórskiego.
W Wiechlicach znajduje się dawne lotnisko wojskowe. Aktualnie wschodnia część pasa startowego jest zarejestrowana jako tzw. inne miejsce do startów i lądowań.
W czerwcu 2013 z inicjatywy Towarzystwa Bory Dolnośląskie na terenie dawnych koszar lotniska odsłonięto pomnik Tradycji Lotniczych pod postacią śmigłowca Mi-2.
W miejscowości oraz okolicy znajduje się liczne zgrupowanie zabytkowych kamiennych drogowskazów z XIX w. oraz innych historycznych oznaczeń kamiennych, nazywane Szprotawskim Parkiem Kamiennych Drogowskazów.

## Zabytki
Do wojewódzkiego rejestru zabytków wpisane są:
- zespół dworski, XVIII wieku – XIX wieku:
  - dwór, wybudowany przez Georga Sigmunda von Neumanna
  - rządcówka
  - budynek mieszkalno-gospodarczy
  - spichlerz
  - stajnia - z kolumnami podtrzymującymi neogotyckie sklepienie (obecnie basen z podgrzewaną wodą)
  - wozownia
  - park.

Znajdujący się od 2007 w prywatnych rękach pałac – dziś ośrodek hotelowo-rehabilitacyjny – szczyci się pobytem w jego murach Napoleona i Kutuzowa.

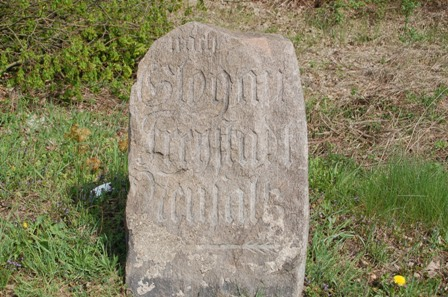
Jeden z zabytkowych drogowskazów w Wiechlicach

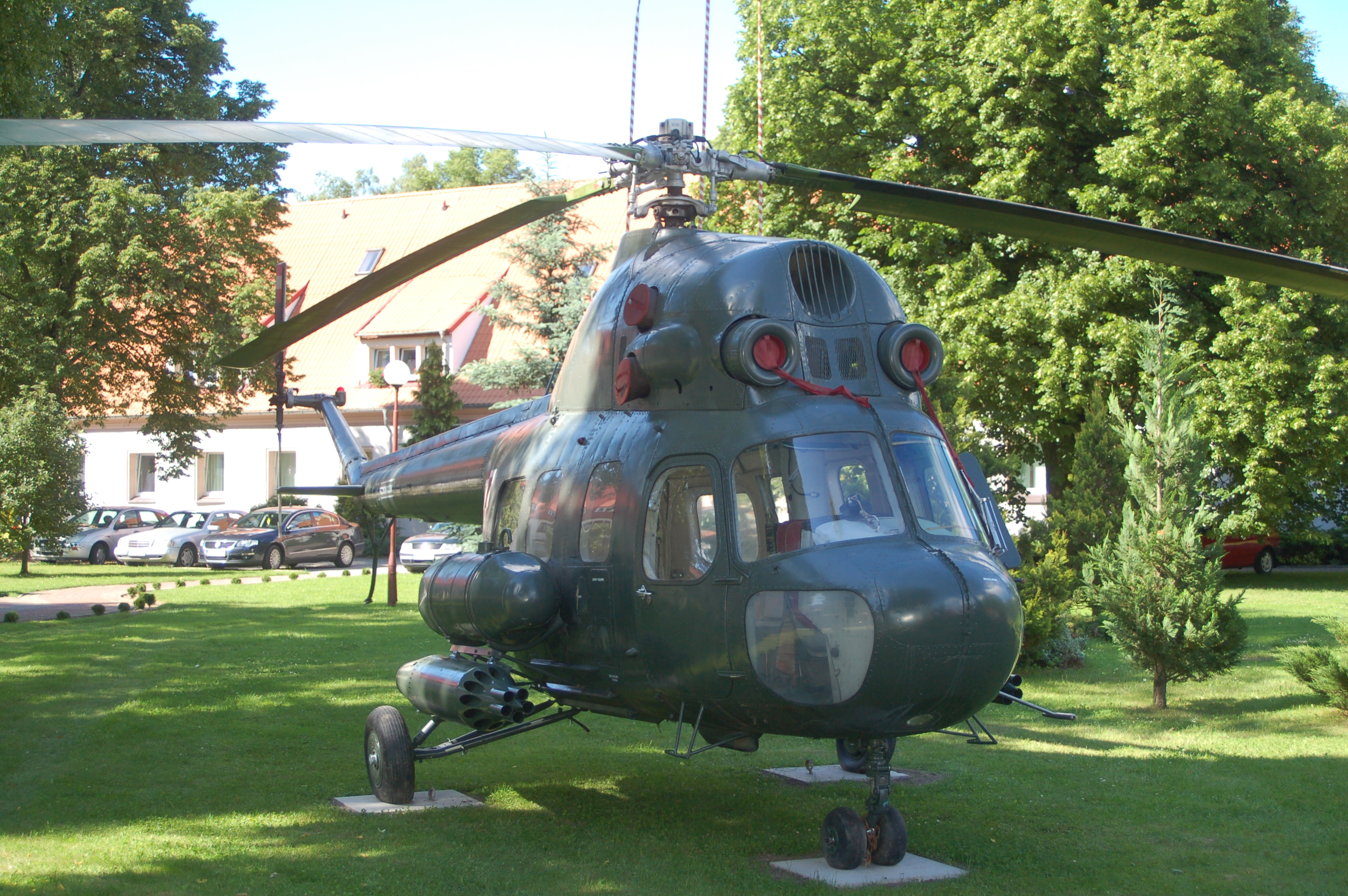
Wiechlice, Pomnik Lokalnych Tradycji Lotniczych, ufundowany w 2013 przez Towarzystwo Bory Dolnośląskie.